# L'Avenir de l'Aube
L'Avenir de l'Aube est un quotidien catholique paraissant à Troyes et publié du 1er octobre 1908 au 5 mai 1923. Le journal ne parait pas le lundi. Il ne parait pas entre le 8 septembre 1914 et le 7 septembre 1919.